# Комптон, Артур Холли
А́ртур Хо́лли Ко́мптон (англ. Arthur Holly Compton; 10 сентября 1892, Вустер, штат Огайо, США — 15 марта 1962, Беркли, штат Калифорния, США) — американский физик, лауреат Нобелевской премии по физике 1927 года. Член Национальной академии наук США (1927).

## Биография
Артур Комптон родился 10 сентября 1892 года в Вустере (шт. Огайо, США), в семье Элиаса Комптона и Отелии Кэтрин (в девичестве — Аугшпургер), которая в 1939 году была названа «Американской матерью года». У Артура было двое старших братьев: Карл Тэйлор (1887—1954) и Уилсон Мартиндейл (1890—1967), а также сестра, Мэри. Семья была прочно связана с наукой: Элиас был деканом в Вустерском университете (позднее — Вустерский колледж), в котором учились все три брата. Карл в 1912 году получил степень доктора философии (PhD) по физике в Принстонском университете, а позже, с 1930 по 1948 годы, был президентом Массачусетского технологического университета. Уилсон в 1916 получил в Принстоне степень PhD по экономике, а с 1944 по 1951 годы был президентом Вашингтонского государственного колледжа (позднее — Вашингтонского государственного университета). Карл, Уилсон и Артур стали членами студенческого общества Альфа Тау Омега. Кроме того, они стали первыми тремя братьями, получившими в Принстоне степени доктора философии, а позднее — первыми тремя братьями, одновременно возглавлявшими американские вузы. Мэри вышла замуж за миссионера, Герберта Райса, ставшего директором Христианского колледжа им. Формана в Лахоре (Пакистан).
Первоначально Артур интересовался астрономией, и даже делал снимки Кометы Галлея в 1910 году. Примерно в 1913 году он описал эксперимент, в котором на основе изучения движения воды в тороидальной трубке подтверждал вращение Земли. В том же году он закончил Вустерский университет со степенью бакалавра наук и поступил в Принстон. В 1914 году он получил степень магистра искусств и продолжил обучение в аспирантуре под руководством Хереварда Л. Кука. В 1916 году он защитил диссертацию на тему «Интенсивность отражения рентгеновских лучей и распределение электронов в атомах». В июне 1916 года Артур женился на Бетти Чарити МакКлозки, однокурснице по Вустеру и Принстону. В их семье было два сына, Артур Алан и Джон Джозеф.
C 1918 года занимался изучением рентгеновского излучения, разработал натриевые лампы низкого давления.
В 1920—1923 годах был профессором физики в Университете Вашингтона в Сент-Луисе. С 1923 года — профессор физики Чикагского университета. 
В 1921 году предположил, что электрон может вращаться вокруг своей оси (имеет спин) и, по сути, представляет собой электромагнит.
В 1922 году обнаружил и дал теоретическое обоснование эффекту изменения длины волны рентгеновского излучения вследствие рассеяния его электронами вещества, чем доказал существование фотона. За это открытие Комптон был награждён Нобелевской премией.
В 1931 году проводил исследования космических лучей на горе Эванс в Колорадо в связи с тем, что там была выстроена самая высокогорная асфальтированная дорога в США, по которой было легко доставить к вершине (4348 метров) необходимое оборудование.
В 1941—1942 годах участвовал в проекте по созданию американской атомной бомбы.
В конце Второй мировой войны Комптон вернулся в Сент-Луис, чтобы занять пост канцлера в университете Вашингтона.

## Память
В 1970 году Международный астрономический союз присвоил имя Артура Комптона кратеру на обратной стороне Луны.
В 1991 году в космос была запущена гамма-обсерватория Комптон.